# Meitetsu Inuyama-Linie
| Triebzug der Baureihe 1000 auf der Inuyama-Brücke |                           |                               |                             |
| Streckenlänge: | 26,8 km                   |                               |                             |
| Spurweite: | 1067 mm (Kapspur)         |                               |                             |
| Stromsystem: | 1500 V =                  |                               |                             |
| Minimaler Radius: | 170 m                     |                               |                             |
| Streckengeschwindigkeit: | 110 km/h                  |                               |                             |
| Zweigleisigkeit: | ganze Strecke             |                               |                             |
| |                           |                               |                             |
| Gesellschaft: | Meitetsu (Nagoya Tetsudō) |                               |                             |
| \| \| \| Meitetsu Nagoya-Hauptlinie \| 1912– \| \| \| \| Straßenbahn Nagoya \| \| \| \| \| Oshikirichō (押切町) \| \| \| \| −0,6 \| Higashi-Biwajima (東枇杷島) \| Higashi-Biwajima (東枇杷島) \| \| \| \| \| \| \| \| \| Biwajima (枇杷島) \| 1910–1912 \| \| \| \| Shōnai-gawa \| \| \| \| \| Biwajimabashi (杷島橋) \| 1912–1949 \| \| \| 0,0 \| Biwajima-Gleisdreieck \| Biwajima-Gleisdreieck \| \| \| \| Meitetsu Nagoya-Hauptlinie \| 1912– \| \| \| 1,0 \| Shimo-Otai (下小田井) \| 1912– \| \| \| \| Nagoya-Autobahn 6 \| \| \| \| 2,4 \| Naka-Otai (中小田井) \| 1912– \| \| \| \| Tsurumai-Linie \| \| \| \| \| Jōhoku-Linie \| 1991– \| \| \| \| \| \| \| \| \| Mei-Nikan-Autobahn \| \| \| \| 3,5 \| Kami-Otai (上小田井) \| 1991– \| \| \| \| Shin-kawa \| \| \| \| 3,8 \| Kami-Otai \| 1912–1991 \| \| \| 5,1 \| Kunotsubo (九ノ坪) \| 1913–1944 \| \| \| 5,9 \| Nishiharu (西春) \| 1912– \| \| \| 7,3 \| Tokushige-Nagoyageidai \| Tokushige-Nagoyageidai \| \| \| \| (徳重・名古屋芸大) \| 1912– \| \| \| \| Gojō-gawa \| \| \| \| 8,1 \| Taisanji (大山寺) \| 1915– \| \| \| 8,9 \| Inari-mae (稲荷前) \| 1912–1944 \| \| \| 9,7 \| Iwakura (岩倉) \| 1912– \| \| \| \| Depot Iwakura \| 1912–1960 \| \| \| \| ← Meitetsu Iwakura-Zweiglinie \| 1920–1964 \| \| \| \| → Meitetsu Ichinomiya-Linie \| 1912–1965 \| \| \| 11,8 \| Ishibotoke (石仏) \| 1912– \| \| \| \| Meishin-Autobahn \| \| \| \| 13,1 \| Kōriguchi (小折口) \| 1912–1944 \| \| \| 14,2 \| Hotei (布袋) \| 1912– \| \| \| \| Fukutama Seimu \| –1970 \| \| \| \| Aoki-kawa \| \| \| \| 16,2 \| Kōnan (江南) \| 1912– \| \| \| 17,5 \| Miyajiri (宮後) \| 1912–1944 \| \| \| \| \| \| \| \| 19,0 \| Kashiwamori (柏森) \| 1912– \| \| \| \| \| \| \| \| 21,2 \| Fusō (扶桑) \| 1912– \| \| \| \| \| \| \| \| 22,6 0,0* \| Kotsuyōsui (木津用水) \| 1912– \| \| \| 4,0* \| Tōyōbō-Textilwerk \| –1968 \| \| \| \| Aise-gawa \| \| \| \| 24,0 \| Inuyamaguchi (犬山口) \| 1912– \| \| \| \| \| \| \| \| \| Meitetsu Komaki-Linie \| 1931– \| \| \| \| Meitetsu Hiromi-Linie \| 1928– \| \| \| 24,9 \| Inuyama (犬山) \| 1912– \| \| \| \| Unitika-Chemiewerk \| –1966 \| \| \| \| Shingōse-gawa \| \| \| \| \| Monkey Park Monorail \| 1962–2008 \| \| \| 26,1 \| Inuyama-Yūen (犬山遊園) \| 1926– \| \| \| \| Kiso-gawa \| \| \| \| \| Takayama-Hauptlinie \| 1920– \| \| \| \| ← Unuma (鵜沼) \| \| \| \| 26,8 \| Shin-Unuma (新鵜沼) \| 1926– \| \| \| \| Meitetsu Kakamigahara-Linie \| 1927– \| |                           |                               |                             |
| Strecke |                           | Meitetsu Nagoya-Hauptlinie    | 1912–                       |
| U-Bahn-Strecke (außer Betrieb) · Strecke |                           | Straßenbahn Nagoya            | Straßenbahn Nagoya          |
| Bahnhof mit U-Bahn Streckenanfang (Strecke außer Betrieb) · Strecke |                           | Oshikirichō (押切町)          | Oshikirichō (押切町)        |
| Haltepunkt / Haltestelle | −0,6                      | Higashi-Biwajima (東枇杷島)   | Higashi-Biwajima (東枇杷島) |
| |                           |                               |                             |
| ehemaliger Haltepunkt / Haltestelle |                           | Biwajima (枇杷島)             | 1910–1912                   |
| Brücke über Wasserlauf |                           | Shōnai-gawa                   | Shōnai-gawa                 |
| ehemaliger Haltepunkt / Haltestelle |                           | Biwajimabashi (杷島橋)        | 1912–1949                   |
| Blockstelle | 0,0                       | Biwajima-Gleisdreieck         | Biwajima-Gleisdreieck       |
| Abzweig geradeaus, nach links und von links |                           | Meitetsu Nagoya-Hauptlinie    | 1912–                       |
| Haltepunkt / Haltestelle | 1,0                       | Shimo-Otai (下小田井)         | 1912–                       |
| |                           | Nagoya-Autobahn 6             |                             |
| Haltepunkt / Haltestelle | 2,4                       | Naka-Otai (中小田井)          | 1912–                       |
| U-Bahn-Strecke von halbrechts und Tunnelende · Strecke |                           | Tsurumai-Linie                | Tsurumai-Linie              |
| U-Bahn-Kreuzung mit Eisenbahn geradeaus unten · Kreuzung geradeaus unten |                           | Jōhoku-Linie                  | 1991–                       |
| |                           |                               |                             |
| |                           | Mei-Nikan-Autobahn            |                             |
| Bahnhof | 3,5                       | Kami-Otai (上小田井)          | 1991–                       |
| Brücke über Wasserlauf |                           | Shin-kawa                     | Shin-kawa                   |
| ehemaliger Haltepunkt / Haltestelle | 3,8                       | Kami-Otai                     | 1912–1991                   |
| ehemaliger Haltepunkt / Haltestelle | 5,1                       | Kunotsubo (九ノ坪)            | 1913–1944                   |
| Bahnhof | 5,9                       | Nishiharu (西春)              | 1912–                       |
| Haltepunkt / Haltestelle | 7,3                       | Tokushige-Nagoyageidai        | Tokushige-Nagoyageidai      |
| Strecke |                           | (徳重・名古屋芸大)            | 1912–                       |
| Brücke über Wasserlauf |                           | Gojō-gawa                     | Gojō-gawa                   |
| Haltepunkt / Haltestelle | 8,1                       | Taisanji (大山寺)             | 1915–                       |
| ehemaliger Haltepunkt / Haltestelle | 8,9                       | Inari-mae (稲荷前)            | 1912–1944                   |
| Bahnhof | 9,7                       | Iwakura (岩倉)                | 1912–                       |
| Abzweig geradeaus und ehemals nach links · Betriebsstelle Streckenende und quer (Strecke außer Betrieb) |                           | Depot Iwakura                 | 1912–1960                   |
| Abzweig geradeaus, ehemals nach links und ehemals nach rechts |                           | ← Meitetsu Iwakura-Zweiglinie | 1920–1964                   |
| Strecke |                           | → Meitetsu Ichinomiya-Linie   | 1912–1965                   |
| Haltepunkt / Haltestelle | 11,8                      | Ishibotoke (石仏)             | 1912–                       |
| |                           | Meishin-Autobahn              |                             |
| ehemaliger Haltepunkt / Haltestelle | 13,1                      | Kōriguchi (小折口)            | 1912–1944                   |
| Bahnhof | 14,2                      | Hotei (布袋)                  | 1912–                       |
| Betriebsstelle Streckenanfang und quer (Strecke außer Betrieb) · Abzweig geradeaus und ehemals nach rechts |                           | Fukutama Seimu                | –1970                       |
| Brücke über Wasserlauf |                           | Aoki-kawa                     | Aoki-kawa                   |
| Haltepunkt / Haltestelle | 16,2                      | Kōnan (江南)                  | 1912–                       |
| ehemaliger Haltepunkt / Haltestelle | 17,5                      | Miyajiri (宮後)               | 1912–1944                   |
| Brücke über Wasserlauf |                           |                               |                             |
| Bahnhof | 19,0                      | Kashiwamori (柏森)            | 1912–                       |
| Brücke über Wasserlauf |                           |                               |                             |
| Bahnhof | 21,2                      | Fusō (扶桑)                   | 1912–                       |
| Brücke über Wasserlauf |                           |                               |                             |
| Haltepunkt / Haltestelle | 22,6 0,0*                 | Kotsuyōsui (木津用水)         | 1912–                       |
| Abzweig geradeaus und ehemals nach links · Betriebsstelle Streckenende und quer (Strecke außer Betrieb) | 4,0*                      | Tōyōbō-Textilwerk             | –1968                       |
| Brücke über Wasserlauf |                           | Aise-gawa                     | Aise-gawa                   |
| Haltepunkt / Haltestelle | 24,0                      | Inuyamaguchi (犬山口)         | 1912–                       |
| |                           |                               |                             |
| Kreuzung (Strecke geradeaus außer Betrieb) · Abzweig geradeaus und von rechts |                           | Meitetsu Komaki-Linie         | 1931–                       |
| Abzweig quer und ehemals nach rechts · Abzweig geradeaus und von rechts |                           | Meitetsu Hiromi-Linie         | 1928–                       |
| Bahnhof | 24,9                      | Inuyama (犬山)                | 1912–                       |
| Betriebsstelle Streckenanfang und quer (Strecke außer Betrieb) · Abzweig geradeaus und ehemals nach rechts |                           | Unitika-Chemiewerk            | –1966                       |
| Brücke über Wasserlauf |                           | Shingōse-gawa                 | Shingōse-gawa               |
| U-Bahn-Strecke von rechts (außer Betrieb) · Strecke |                           | Monkey Park Monorail          | 1962–2008                   |
| | 26,1                      | Inuyama-Yūen (犬山遊園)       | 1926–                       |
| Brücke über Wasserlauf |                           | Kiso-gawa                     | Kiso-gawa                   |
| Abzweig ehemals quer und von rechts · Abzweig geradeaus und ehemals nach rechts |                           | Takayama-Hauptlinie           | 1920–                       |
| Strecke · Strecke |                           | ← Unuma (鵜沼)                | ← Unuma (鵜沼)              |
| | 26,8                      | Shin-Unuma (新鵜沼)           | 1926–                       |
| Strecke |                           | Meitetsu Kakamigahara-Linie   | 1927–                       |

Die Meitetsu Inuyama-Linie (jap. 名鉄犬山線, Meitetsu Inuyama-sen) ist eine Eisenbahnstrecke auf der japanischen Insel Honshū, die von der Bahngesellschaft Meitetsu (Nagoya Tetsudō) betrieben wird. Sie erschließt dicht besiedelte Gebiete im nördlichen Teil der Nōbi-Ebene in den Präfekturen Aichi und Gifu. Dabei führt sie von Kiyosu, einer Nachbarstadt von Nagoya, über Iwakura und Inuyama nach Kakamigahara.

## Streckenbeschreibung
Die 26,8 km lange Strecke ist in Kapspur (1067 mm) verlegt, vollständig zweigleisig und mit 1500 V Gleichspannung elektrifiziert. Es werden 17 Bahnhöfe bedient, die Höchstgeschwindigkeit beträgt 110 km/h. Der südliche Ausgangspunkt ist das Biwajima-Gleisdreieck, zwischen den Bahnhöfen Biwajima und Shimo-Otai gelegen, wo die Strecke von der Meitetsu Nagoya-Hauptlinie abzweigt (sämtliche Züge fahren auf dieser vom und zum Bahnhof Meitetsu Nagoya im Stadtzentrum). Dort befindet sich auch die Stelle mit dem engsten Kurvenradius (170 m), ansonsten ist die gesamte Strecke von langen Geraden und weiten Kurvenradien geprägt. Kurz vor Kami-Otai vereinigt sich die Inuyama-Linie an einem Überwerfungsbauwerk mit der Tsurumai-Linie der U-Bahn Nagoya. Beide Linien teilen sich auf einer Länge von etwa vierhundert Metern eine viergleisige Trasse auf einem Viadukt.
Teilweise ebenerdig, teilweise auf Dämmen oder Viadukten durchquert die Strecke die Nōbi-Ebene in nördlicher Richtung. Ein bedeutender Bahnhof ist Iwakura; dort zweigten bis Mitte der 1960er Jahre zwei weitere Strecken ab, die Meitetsu Ichinomiya-Linie und die Meitetsu Iwakura-Zweiglinie. Bei Kōnan schlägt die Strecke eine nordöstliche Richtung ein, folgt dem Aoki-Bach und gelangt dadurch ins Kiso-Tal. Wieder nordwärts verlaufend, erreicht die Strecke den Bahnhof Inuyama, wo auf die Meitetsu Hiromi-Linie und die Meitetsu Komaki-Linie umgestiegen werden kann. Der nachfolgende Bahnhof Inuyama-Yūen war einst die Endstation der Monkey Park Monorail, einer Einschienenbahn zum Freizeitpark Japan Monkey Park.
Anschließend wird auf der Inuyama-Brücke der Fluss Kiso überquert. Bahn- und Automobilverkehr teilten sich einst diese 223 Meter lange Fachwerkbrücke. Seit der Eröffnung einer parallel verlaufenden Straßenbrücke im Jahr 2000 nutzt die Eisenbahn die ältere Brücke allein. Nördliche Endstation der Inuyama-Linie ist der Bahnhof Shin-Unuma in der Stadt Kakamigahara; dort besteht Anschluss an die Takayama-Hauptlinie von JR Central und die Meitetsu Kakamigahara-Linie.

## Zugangebot
Betrieblich ist die Meitetsu Inuyama-Linie mit der Meitetsu Nagoya-Hauptlinie verbunden und in deren Fahrplan integriert. Dies ermöglicht von und in Richtung Nagoya sowie weiter südlich gelegenen Zielen eine Vielzahl an umsteigefreien Verbindungen. Je nach Tageszeit werden stündlich bis zu zwölf Züge je Richtung angeboten. Sie verteilen sich auf mehrere Zuggattungen, die sich in der Anzahl der bedienten Zwischenbahnhöfe unterscheiden.
Am schnellsten sind die µSky-Schnellzüge, die während der Hauptverkehrszeit von Shin-Unuma über Meitetsu Nagoya zum Flughafen Chūbu verkehren. Den ganzen Tag über gibt drei verschiedene Arten von Eilzügen. Die Rapid Limited Express verkehren von Shin-Unuma über Meitetsu Nagoya und Chiryū nach Toyohashi, die Express von Shin-Unuma über Meitetsu Nagoya und Ōtagawa nach Kōwa. Die Semi Express sind zusätzlich mit der Meitetsu Hiromi-Linie verbunden und halten auf der Strecke Shin-Kani–Inuyama–Iwakura an allen Bahnhöfen; anschließend verkehren sie beschleunigt über Meitetsu Nagoya zum Flughafen Chūbu. Schließlich gibt es zwei Nahverkehrsverbindungen: einerseits Inuyama–Meitetsu Nagoya–Higashi-Okazaki, andererseits Iwakura–Meitetsu Nagoya–Higashi-Okazaki.
In Kami-Otai besteht eine Durchbindung zur Tsurumai-Linie der U-Bahn Nagoya. Von Toyotashi her kommend, fährt ein Zug je Stunde weiter auf der Inuyama-Linie bis nach Iwakura, Kashiwamori oder Inuyama.

## Bilder

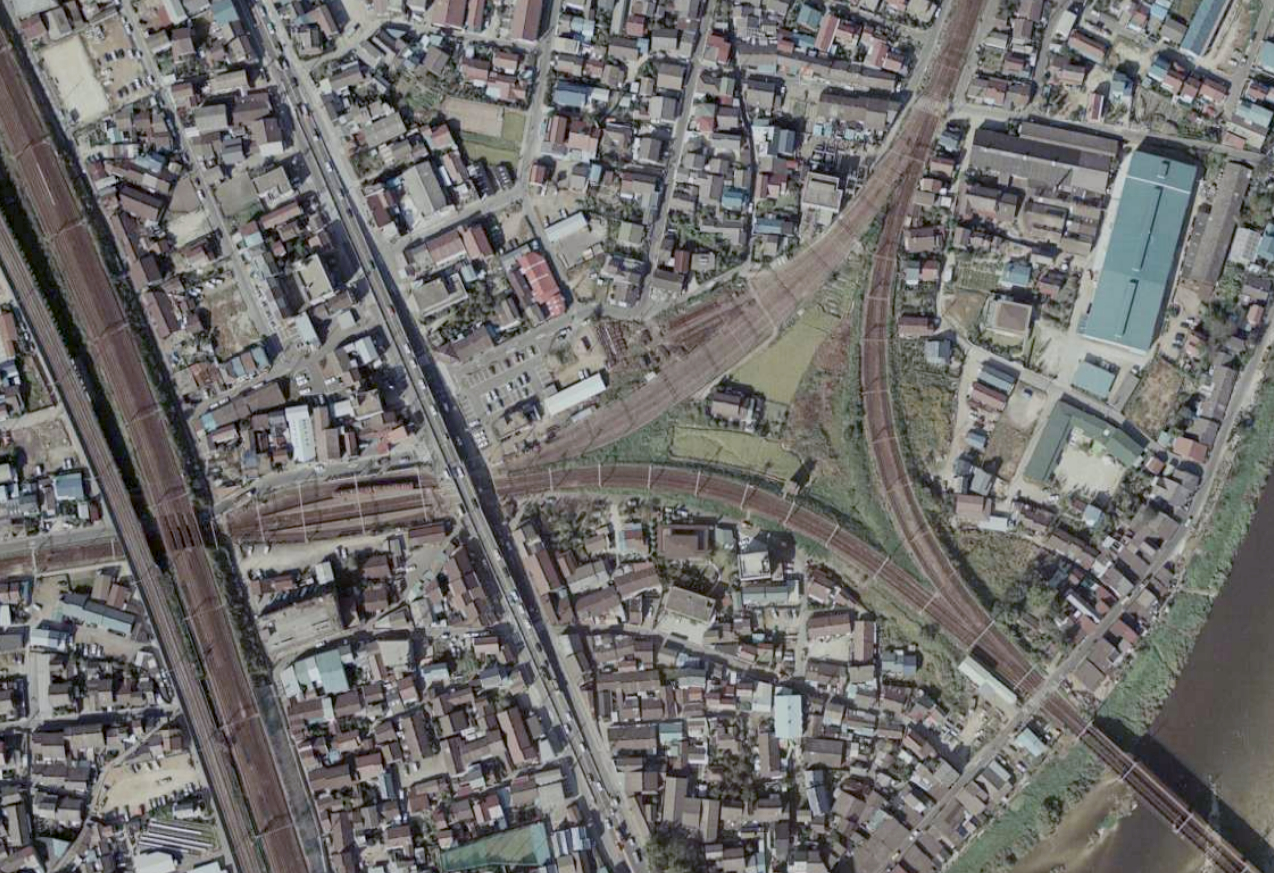
Luftansicht des Biwajima-Gleisdreiecks (1977)
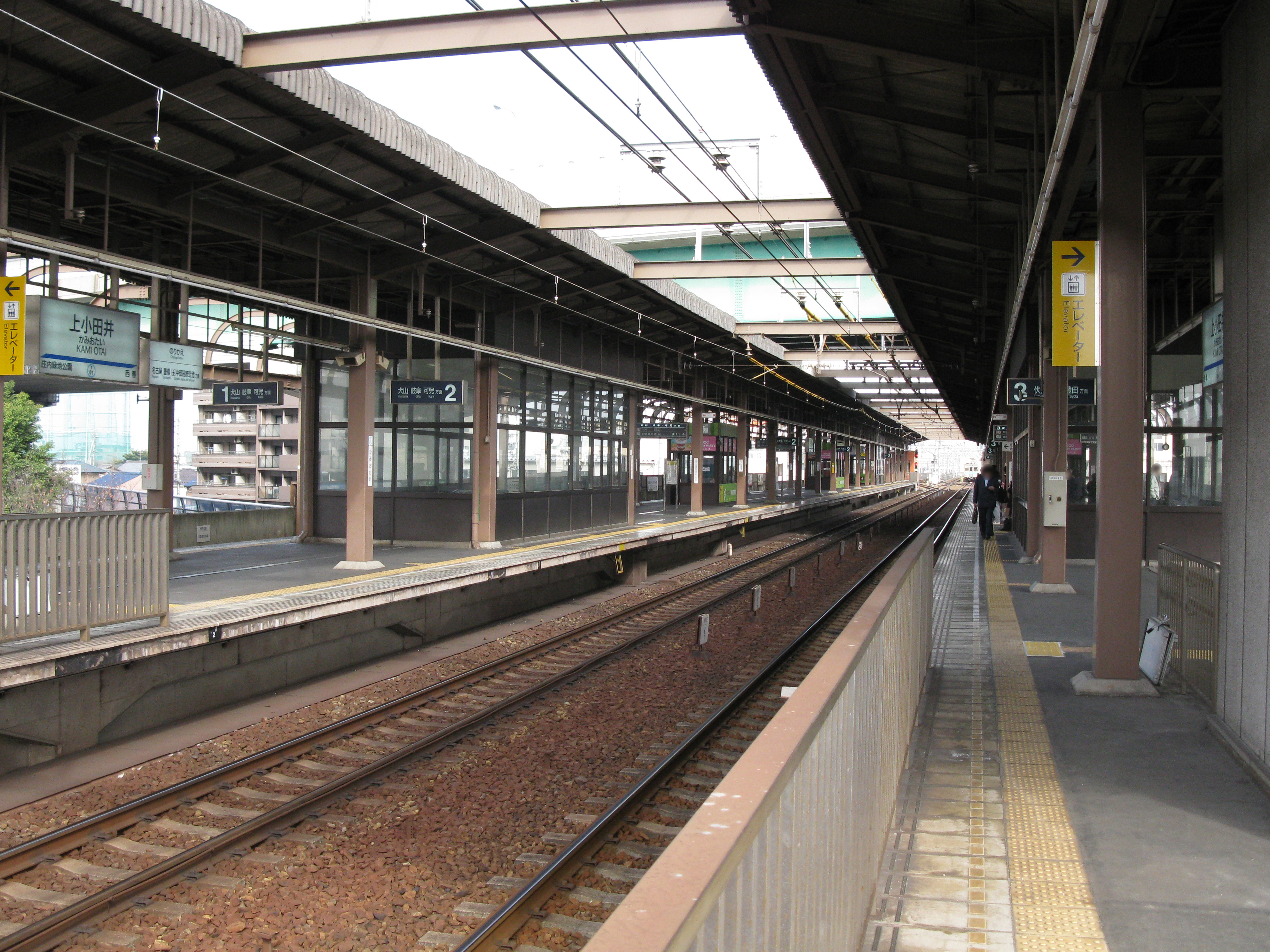
Bahnhof Kami-Otai
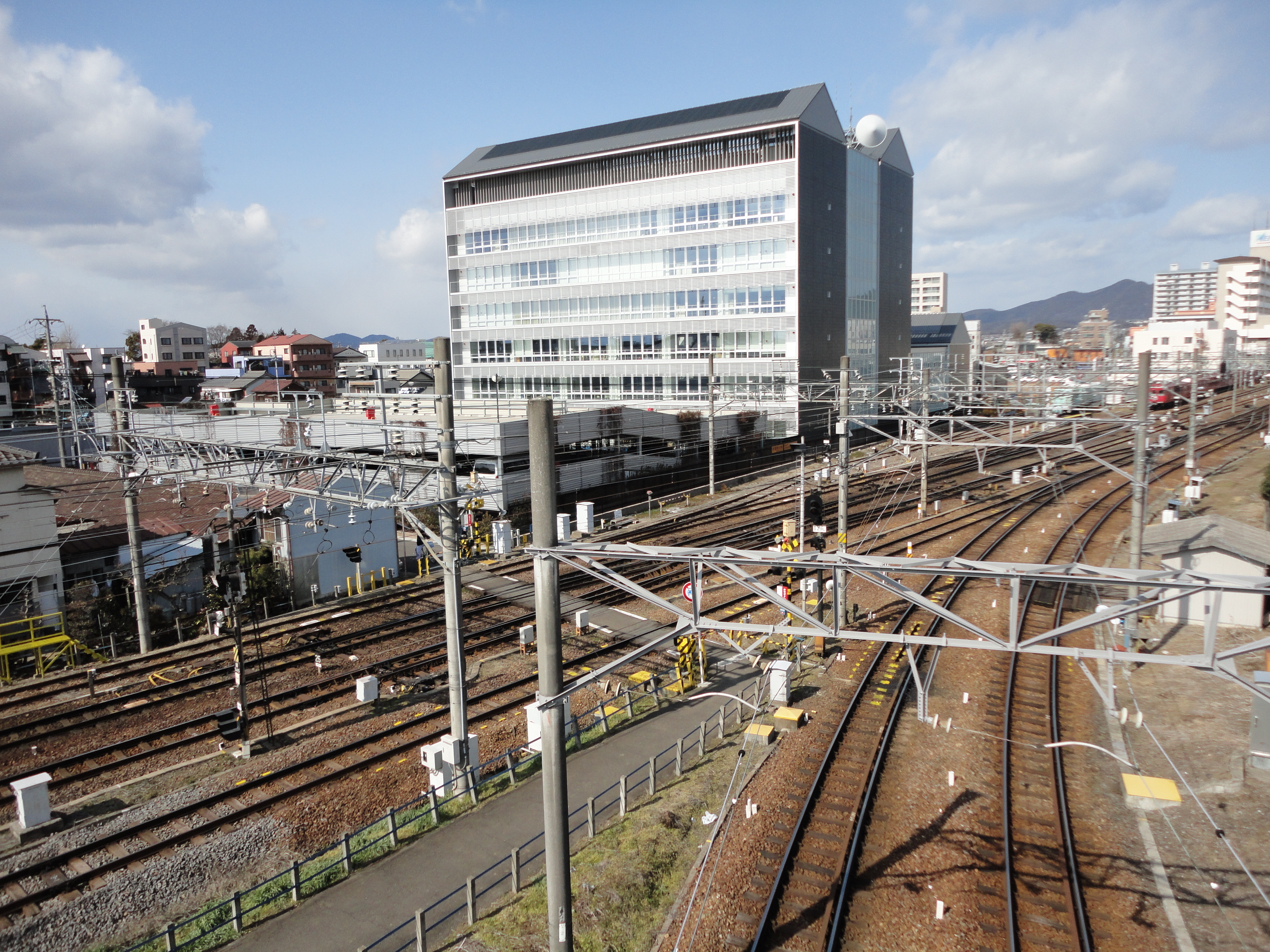
Einmündung der Meitetsu Hiromi-Linie in Inuyama
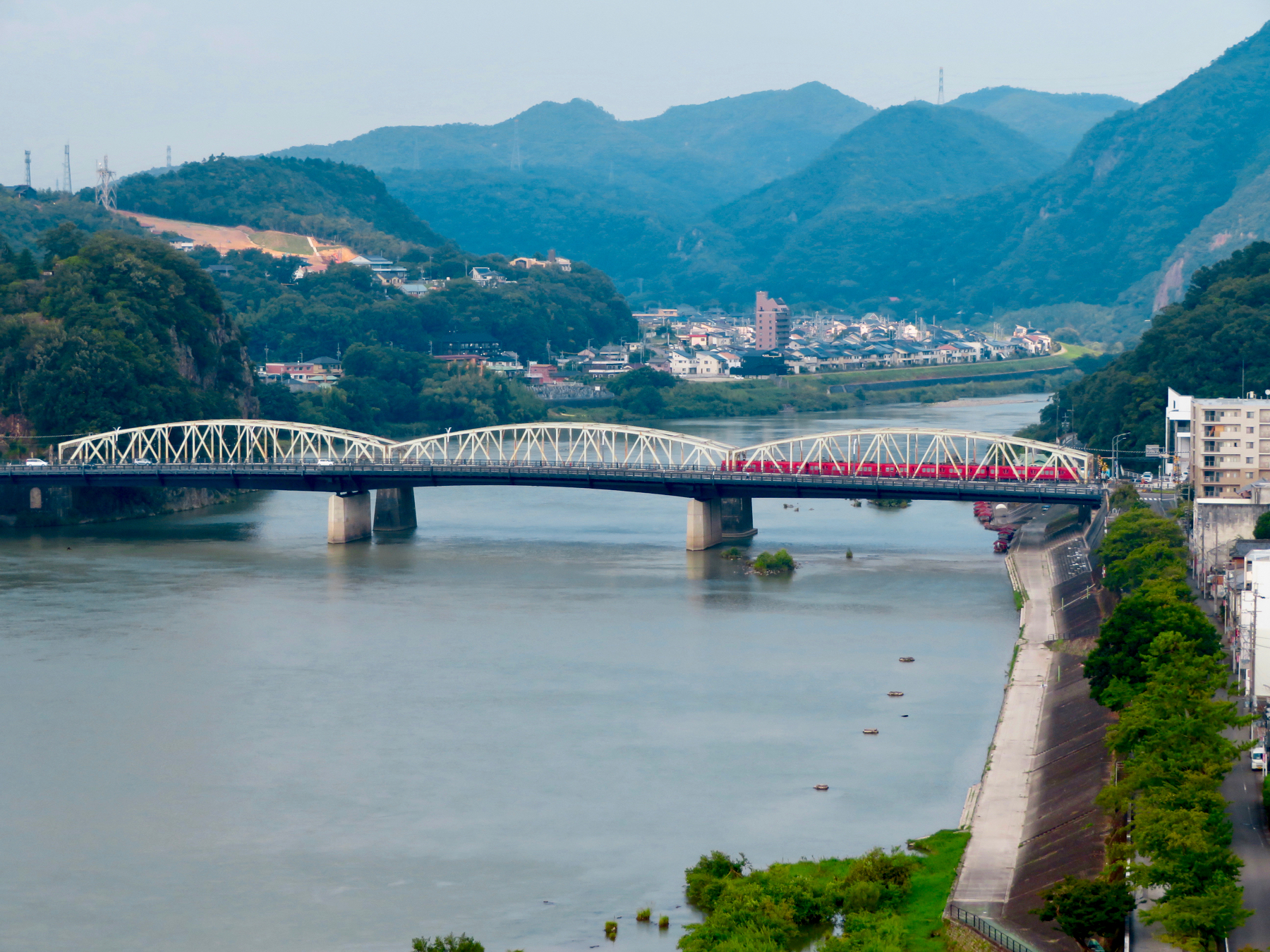
Inuyama-Brücke über den Kiso
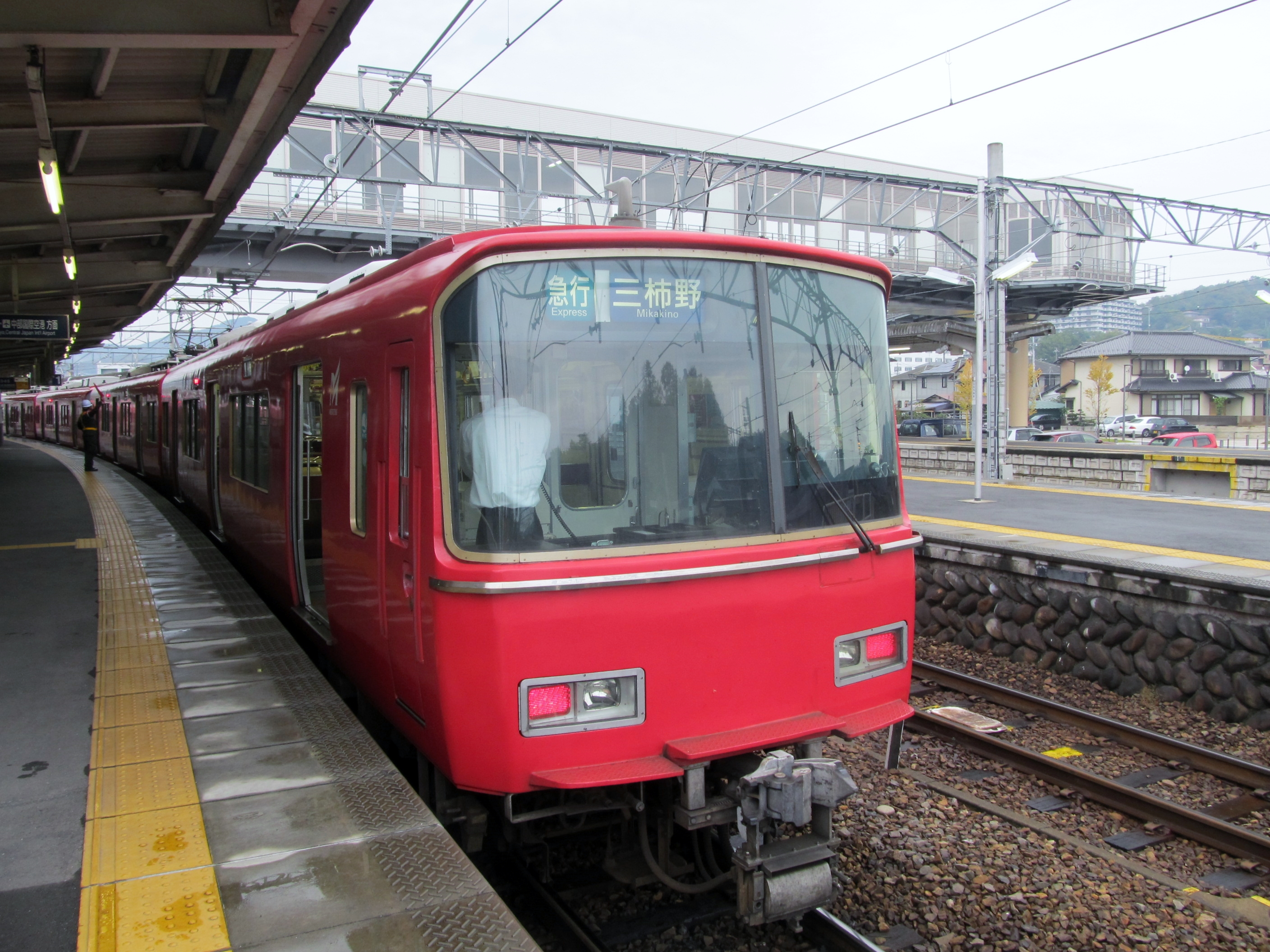
Triebzug der Baureihe 6800 in Shin-Unuma

## Geschichte
Die Nagoya Denki Tetsudō (名古屋電気鉄道), seit 1898 Betreiberin der Straßenbahn Nagoya, strebte rund ein Jahrzehnt später danach, ihr Streckennetz in die rasch wachsenden Vorstädte auszudehnen. Im Dezember 1907 erhielt sie die Konzession für den Bau einer Überlandstraßenbahn zwischen Nagoya und Inuyama, nach dem Vorbild amerikanischer Interurbans. Am 6. Mai 1910 eröffnete sie den ersten Abschnitt der damals so bezeichneten Biwajima-Linie von Oshikirichō zum provisorischen Bahnhof Biwajima, an der Ostseite der noch fehlenden Brücke über den Shōnai. Nachdem die Strecke am 29. März 1912 in eine Eisenbahn umgewidmet worden war, folgte am 6. August desselben Jahres die Inbetriebnahme des daran anschließenden Teilstücks, das von Biwajima über das spätere Biwajima-Gleisdreieck und Iwakura bis nach Iwakura führte. Ab 20. November 1913 war Yanagibashi die südliche Endstation.
Durch die Kommunalisierung der Straßenbahn kam es 1921 zur Trennung der Bahngesellschaft und zur Übertragung der Überlandstrecken an die neu gegründete Nagoya Tetsudō (名古屋鉄道). Diese nahm am 21. Juli 1922 ein zweites Gleis zwischen Iwakura und Inuyamaguchi in Betrieb. Bereits ein Jahr zuvor war eine Konzession für den Bau der Seki-Linie erteilt worden. Sie sollte direkt an die Inuyama-Linie anschließen und über den Kiso bis nach Seki führen. Die Umsetzung erwies sich jedoch als schwierig. Erst nach längeren Verhandlungen einigte sich die Nagoya Tetsudō mit den Präfekturen Aichi und Gifu auf die Aufteilung der Baukosten für die Inuyama-Brücke. Als Gegenleistung akzeptierte sie die gemeinsame Nutzung durch den Straßenverkehr. Am 2. Mai 1926 wurde zunächst die Strecke von Inuyama nach Inuyama-Yūen am südlichen Brückenkopf eröffnet. Die Brücke selbst stand ab 1. Oktober 1926 zur Verfügung, zusammen mit dem Streckenabschnitt bis Shin-Unuma. Im August 1927 erlosch die Konzession für den Streckenabschnitt von Shin-Unuma nach Seki ungenutzt.
Ab 1930 firmierte die Nagoya Tetsudō unter dem Namen Meigi Tetsudō (名岐鉄道) und ging 1935 durch Fusion mit der Aichi Denki Tetsudō (Aiden) in der heutigen Meitetsu auf. Mit der Eröffnung des Innenstadttunnels in Nagoya und dem dazu gehörenden Bahnhof Shin-Nagoya (heute Meitetsu Nagoya) schuf die Meitetsu eine Verknüpfung zum ehemaligen Aiden-Streckennetz. Am selben Tag legte sie die Bahnhöfe Oshikirichō und Yanagibashi still. 1944 schloss sie mehrere schwach frequentierte Bahnhöfe und am 12. Mai 1948 erhöhte sie die Oberleitungsspannung von 600 auf 1500 V. Mitte der 1980er Jahre begann die Meitetsu, verschiedene ebenerdige Abschnitte auf Viadukte zu verlegen, um zahlreiche höhengleiche Bahnübergänge aufheben zu können.

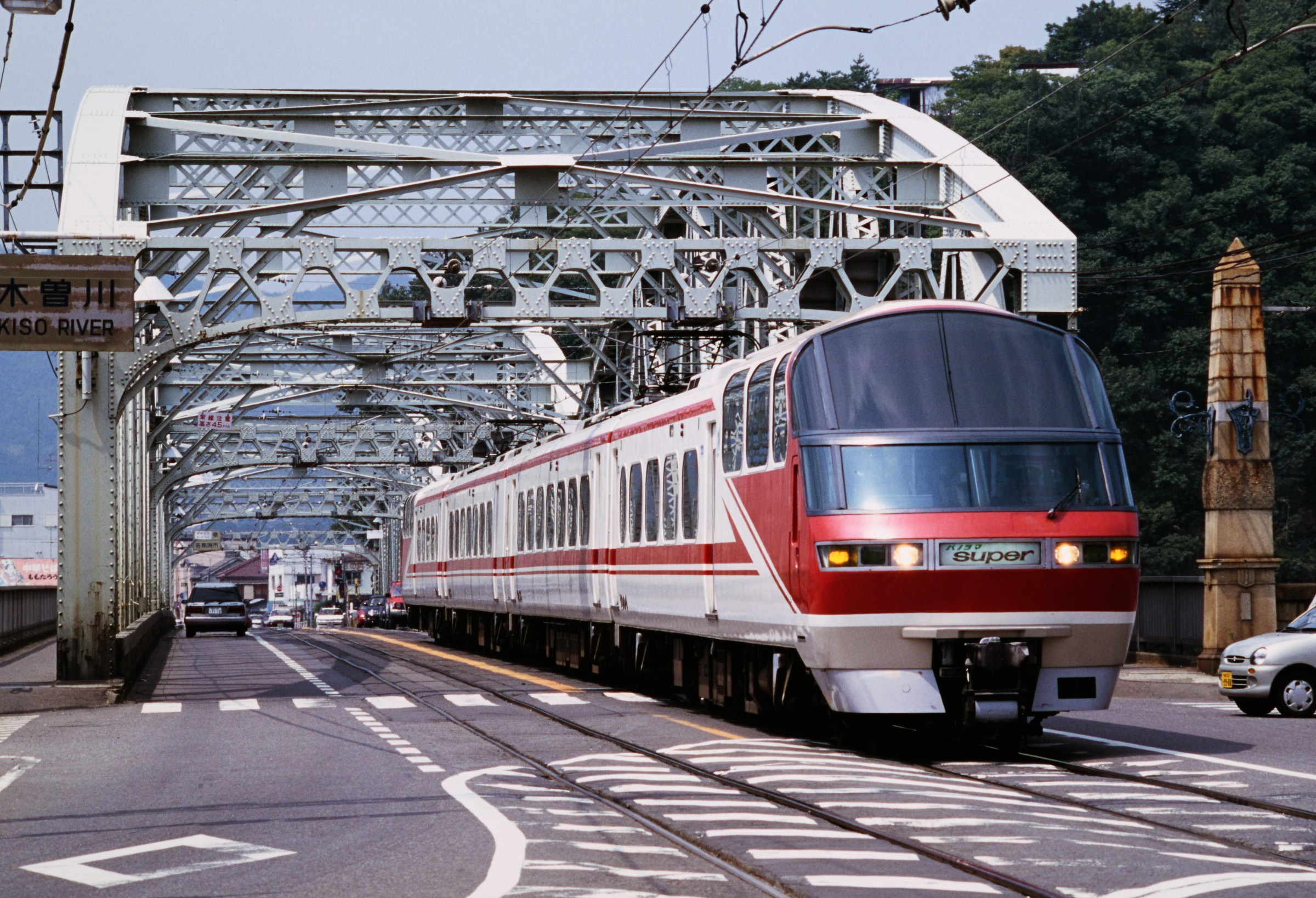
Bahn- und Straßenverkehr auf der Inuyama-Brücke (1996)

1990 gab es erneut Pläne, die Inuyama-Linie von Shin-Unuma nach Seki zu verlängern und sie dort an die Etsumi-nan-Linie anzubinden. Dadurch sollte die Stadt Seki eine deutlich schnellere Bahnverbindung nach Nagoya erhalten. 1992 gründeten die betroffenen Städte und Gemeinden ein gemeinsames Unterstützungskomitee und die Präfektur Gifu nahm das Projekt in ihren langfristigen Verkehrsentwicklungsplan auf. Mit der Zeit stellte sich jedoch heraus, dass die Kosten zu tief geschätzt worden waren. Sie hätten letztlich 50 Milliarden Yen betragen, wodurch ein rentabler Betrieb unmöglich gewesen wäre. Im September 2008 wurde das Projekt aufgegeben.
Währenddessen erwies sich die Inuyama-Brücke wegen des ständig wachsenden Straßenverkehrs zunehmend als Flaschenhals, zumal die Strecke in diesem Bereich wie eine Straßenbahn trassiert war. Da Züge und Kraftfahrzeuge dieselbe Trasse teilen mussten, geschahen wiederholt Unfälle. Für Züge galt auf der Brücke eine Höchstgeschwindigkeit von 25 km/h, ebenso mussten Meitetsu-Bahnangestellte den Verkehr auf den angrenzenden kurzen Straßenabschnitten regeln. Zur Lösung des Problems fiel der Beschluss, für den Straßenverkehr eine eigene, parallel dazu verlaufende Brücke zu errichten. Diese wurde am 28. März 2000 eröffnet; seither ist die ältere der beiden Brücken dem Bahnverkehr vorbehalten.

## Liste der Bahnhöfe

Streckenkarte

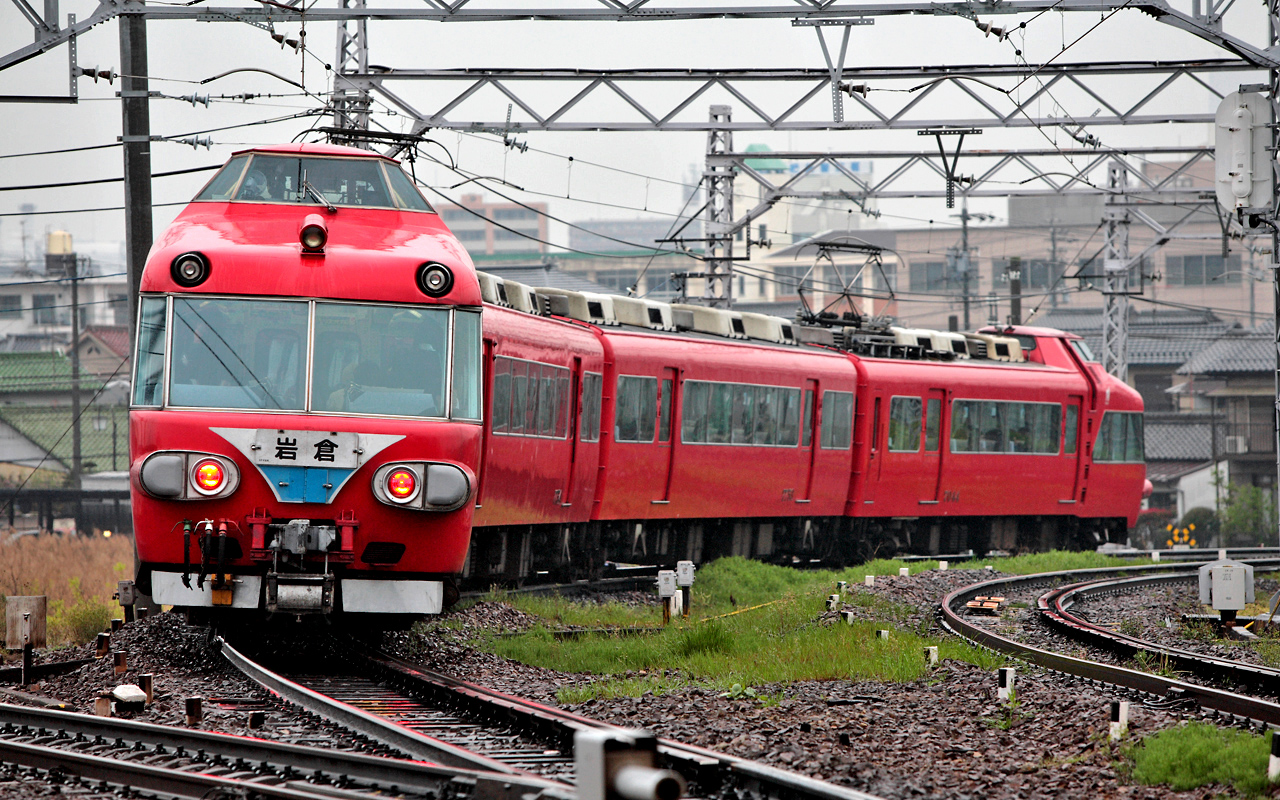
Ein Triebzug der Baureihe 7000 befährt das Biwajima-Gleisdreieck

Ky = Kyūkō (Express); Kk = Kaisoku kyūkō (Semi Express); Kt = Kaisoku tokkyū (Rapid Limited Express); µ = µSky
| Name                                          | Name                                      | km   | Ky | Kk | Kt | µ | Anschlusslinien                                                | Lage   | Ort              | Präfektur |
| --------------------------------------------- | ----------------------------------------- | ---- | -- | -- | -- | - | -------------------------------------------------------------- | ------ | ---------------- | --------- |
| ↑ Durchbindung zur Meitetsu Nagoya-Hauptlinie |                                           |      |    |    |    |   |                                                                |        |                  |           |
| Biwajima-Gleisdreieck                         | Biwajima-Gleisdreieck                     | 00,0 | ǀ  | ǀ  | ǀ  | ǀ |                                                                | Koord. | Kiyosu           | Aichi     |
| IY01                                          | Shimo-Otai (下小田井)                     | 01,0 | ǀ  | ǀ  | ǀ  | ǀ |                                                                | Koord. | Kiyosu           | Aichi     |
| IY02                                          | Naka-Otai (中小田井)                      | 02,4 | ǀ  | ǀ  | ǀ  | ǀ |                                                                | Koord. | Nishi-ku, Nagoya | Aichi     |
| IY03                                          | Kami-Otai (上小田井)                      | 03,5 | ●  | ●  | ǀ  | ǀ | U-Bahn Nagoya: Tsurumai-Linie                                  | Koord. | Nishi-ku, Nagoya | Aichi     |
| IY04                                          | Nishiharu (西春)                          | 05,9 | ●  | ●  | ǀ  | ǀ |                                                                | Koord. | Kitanagoya       | Aichi     |
| IY05                                          | Tokushige-Nagoyageidai (徳重・名古屋芸大) | 07,3 | ǀ  | ǀ  | ǀ  | ǀ |                                                                | Koord. | Kitanagoya       | Aichi     |
| IY06                                          | Taisanji (大山寺)                         | 08,1 | ǀ  | ǀ  | ǀ  | ǀ |                                                                | Koord. | Iwakura          | Aichi     |
| IY07                                          | Iwakura (岩倉)                            | 09,7 | ●  | ●  | ●  | ● |                                                                | Koord. | Iwakura          | Aichi     |
| IY08                                          | Ishibotoke (石仏)                         | 11,8 | ǀ  | ●  | ǀ  | ǀ |                                                                | Koord. | Iwakura          | Aichi     |
| IY09                                          | Hotei (布袋)                              | 14,2 | ●  | ●  | ǀ  | ǀ |                                                                | Koord. | Kōnan            | Aichi     |
| IY10                                          | Kōnan (江南)                              | 16,2 | ●  | ●  | ●  | ● |                                                                | Koord. | Kōnan            | Aichi     |
| IY11                                          | Kashiwamori (柏森)                        | 19,0 | ●  | ●  | ●  | ǀ |                                                                | Koord. | Fusō             | Aichi     |
| IY12                                          | Fusō (扶桑)                               | 21,2 | ●  | ●  | ǀ  | ǀ |                                                                | Koord. | Fusō             | Aichi     |
| IY13                                          | Kotsuyōsui (木津用水)                     | 22,6 | ǀ  | ●  | ǀ  | ǀ |                                                                | Koord. | Fusō             | Aichi     |
| IY14                                          | Inuyamaguchi (犬山口)                     | 24,0 | ǀ  | ●  | ǀ  | ǀ |                                                                | Koord. | Inuyama          | Aichi     |
| IY15                                          | Inuyama (犬山)                            | 24,9 | ●  | ●  | ●  | ● | Meitetsu Komaki-Linie Meitetsu Hiromi-Linie                    | Koord. | Inuyama          | Aichi     |
| IY16                                          | Inuyama-Yūen (犬山遊園)                   | 26,1 | ●  |    | ●  | ● |                                                                | Koord. | Inuyama          | Aichi     |
| IY17                                          | Shin-Unuma (新鵜沼)                       | 26,8 | ●  |    | ●  | ● | Meitetsu Kakamigahara-Linie im Bhf. Unuma: Takayama-Hauptlinie | Koord. | Kakamigahara     | Gifu      |